# 萬宜大廈

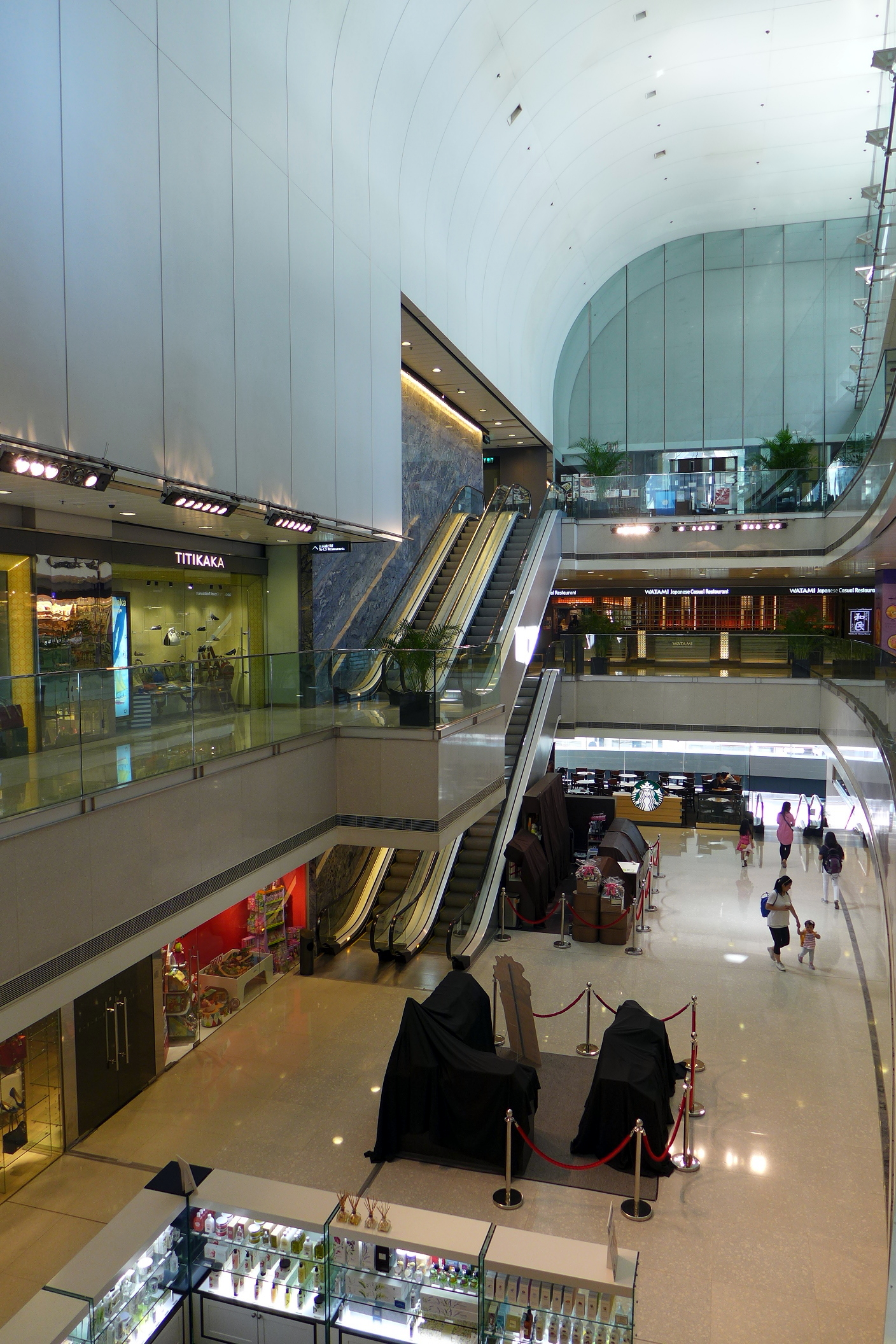
萬宜商場中庭

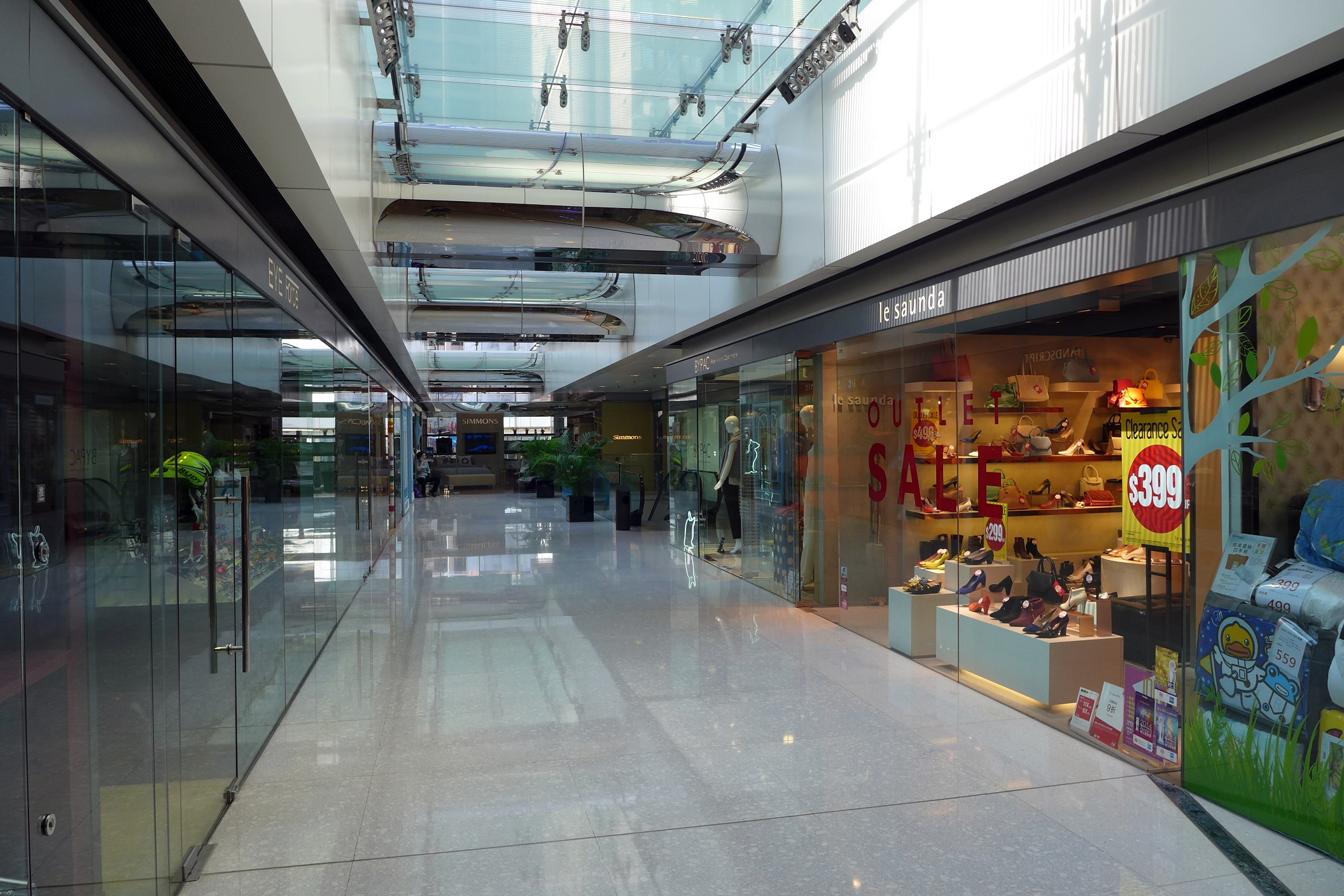
萬宜商場3樓通道

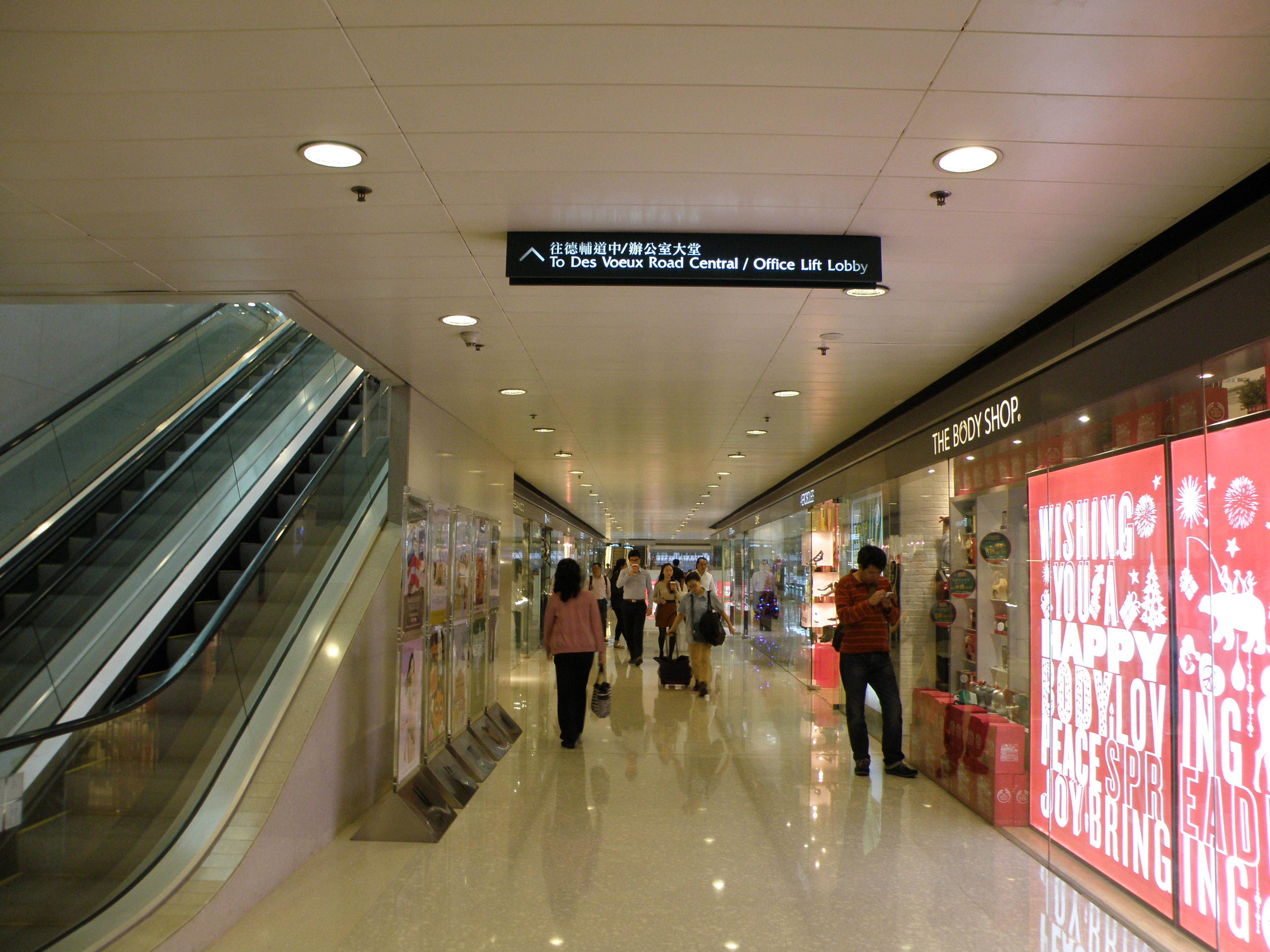
萬宜商場1樓通道

萬宜大廈（英語：Man Yee Building）是香港中環核心商業區的一座甲級商廈及商場，由勞冕儂家族轄下萬興行投資有限公司發展及持有。大廈位於德輔道中61-69號，比鄰中環街市及恒生銀行總行大廈。
由於地勢的落差，萬宜大廈在兩層分別設有出口連接皇后大道中及德輔道中。而萬宜大廈所在的位置正是1890年香港進行的海旁填海計劃前中環原有的海岸綫。
現今的萬宜大廈屬於第二代的建築，項目原址是第一代的萬宜大廈。第二代的萬宜大廈於1999年重建完成入伙，樓高31層，其中4層為商場，而地庫則為停車場。第二代的萬宜大廈由嚴迅奇設計，所以建築風格與同出自同一手筆的國際廣場近似，而第一代的萬宜大廈則由朱彬所設計，設有全港首部扶手電梯。

## 舊萬宜大廈（第一代）
舊萬宜大廈於1957年初建成，由著名建築師朱彬設計，落成時設有香港第一部公眾扶手電梯。舊萬宜大廈簡約主義的建築風格在50年代相當受歡迎，甚至被同期落成的九龍東英大廈仿效。舊萬宜大廈内曾經有一間名為紅寶石餐廳的西餐廳，是古典音樂愛好者的根據地，已故香港資深音樂人陳浩才就曾經在該餐廳主持紅寶石音樂會。
另外值得一提的是，舊萬宜大廈的奧的斯扶手電梯是香港首部公眾扶手電梯（全港首批扶手電梯是在跑馬地馬場內，於1955年11月啟用），在1995年重建前，大廈更曾聘請資深的電梯老師傅營運該扶手電梯。

## 重建後的萬宜大廈（第二代）
第二代的萬宜大廈於1999年落成，項目包含一座超過290,000平方呎的甲級寫字樓、一座4層高，樓面面積達80,000平方呎的商場基座及一個3層的地庫停車場。第二代萬宜大廈的寫字樓電梯大堂設於德輔道中的地面主入口，設有兩組（每組4部）高速升降機，分別聯繋低層（7-19樓）的寫字樓和高層（20-31樓）的寫字樓。
萬宜大廈的基座部分為萬宜商場，設有多間商鋪，出口分別設於德輔道中和皇后大道中。
第二代萬宜大廈的物業管理由仲量聯行代理。
現時第二代萬宜大廈的樓面分佈如下：
| 樓層             | 設施                            |
| ---------------- | ------------------------------- |
| 20/F-31/F        | 高層寫字樓                      |
| R/F              | 隔火層                          |
| 7/F-19/F         | 低層寫字樓                      |
| M1-M3（4/F-6/F） | 機房，不對外開放                |
| L1-L3（1/F-3/F） | 萬宜商場、皇后大道中出口（1/F） |
| G/F              | 寫字樓大堂、德輔道中出口        |
| B1-B3            | 停車場                          |

### 寫字樓
- 31/F：萬興行地產有限公司、萬興行置業有限公司
- 9/F：交銀國際證券有限公司

## 附近街道
- 德輔道中
- 皇后大道中
- 萬宜里
- 石板街（砵典乍街）

## 附近建築
- 中環街市
- 100QRC
- 恆生銀行總行大廈
- 永安集團大廈
- 中環李錦記
- 協成行中心
- 盈置大廈
- 中環中心

## 商場業戶

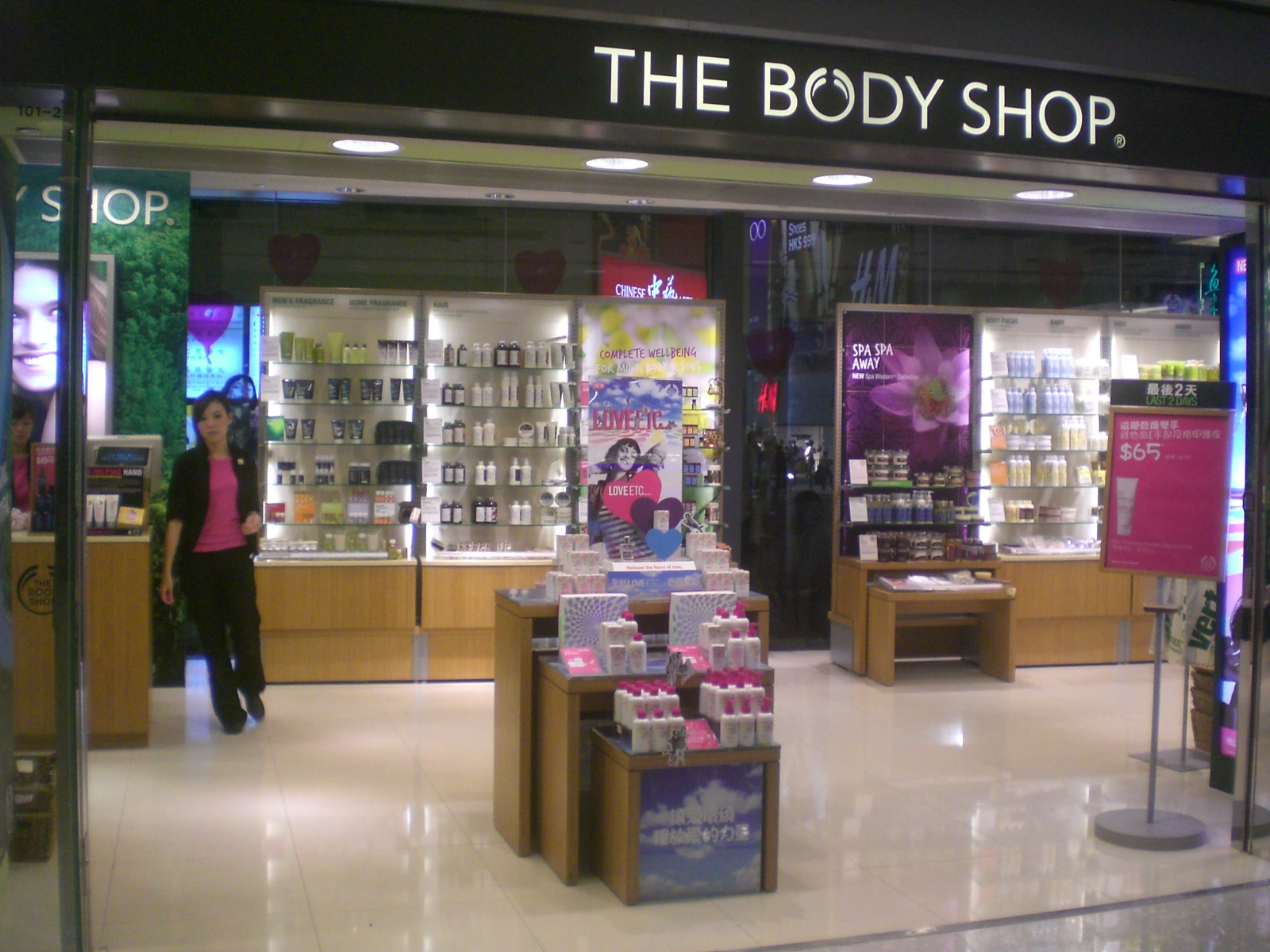
Body Shop
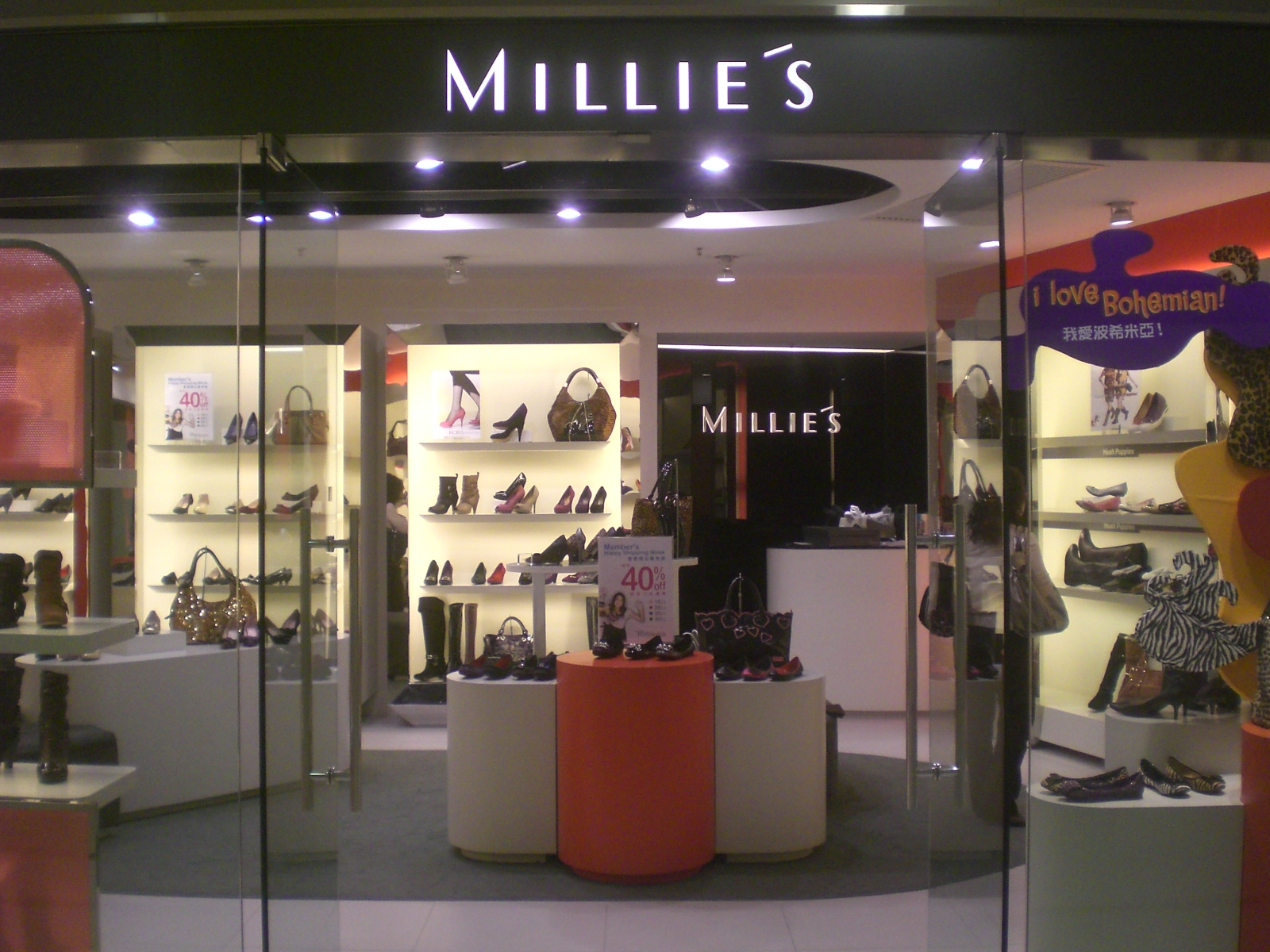
妙麗皮鞋
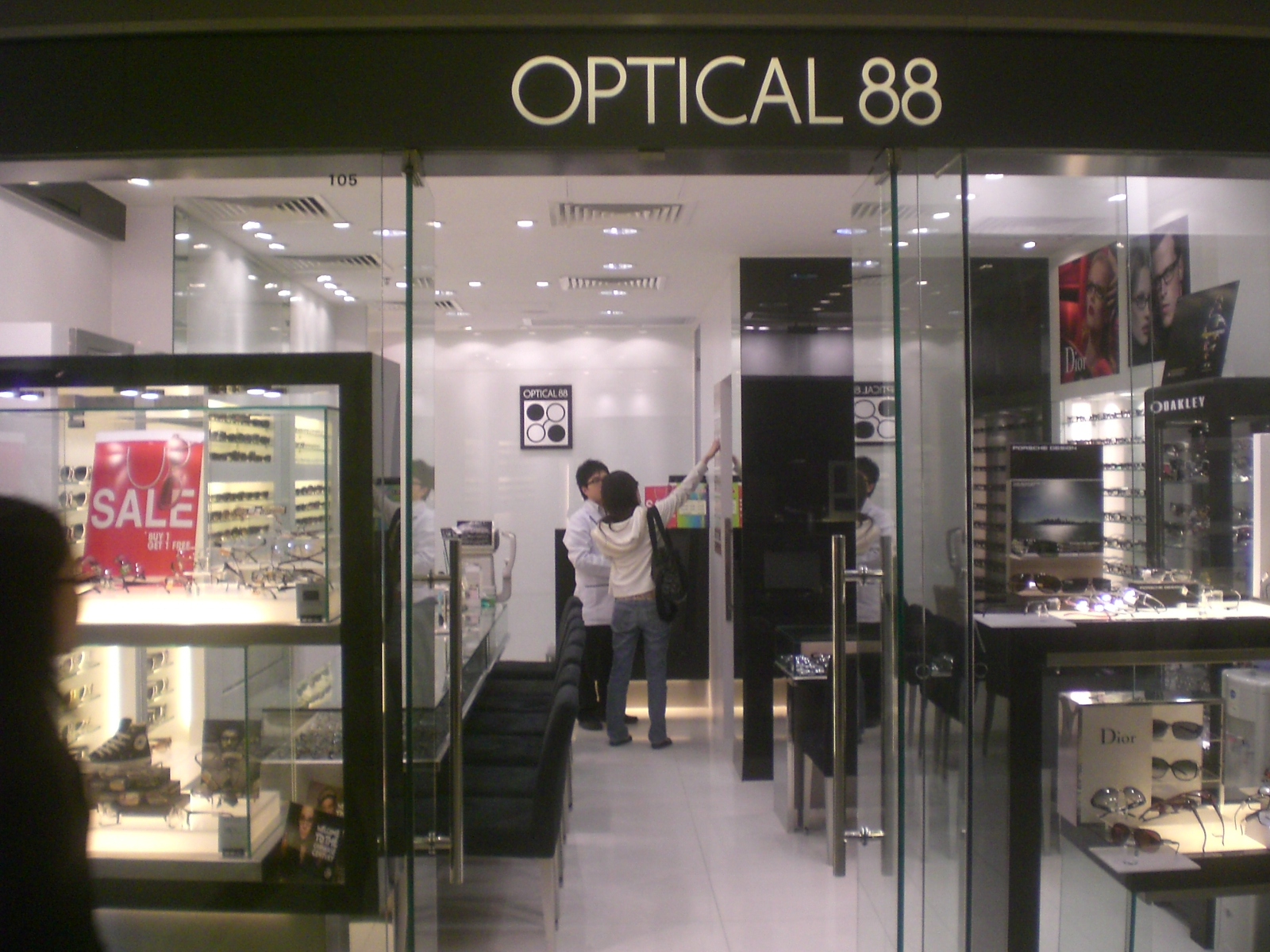
眼鏡88
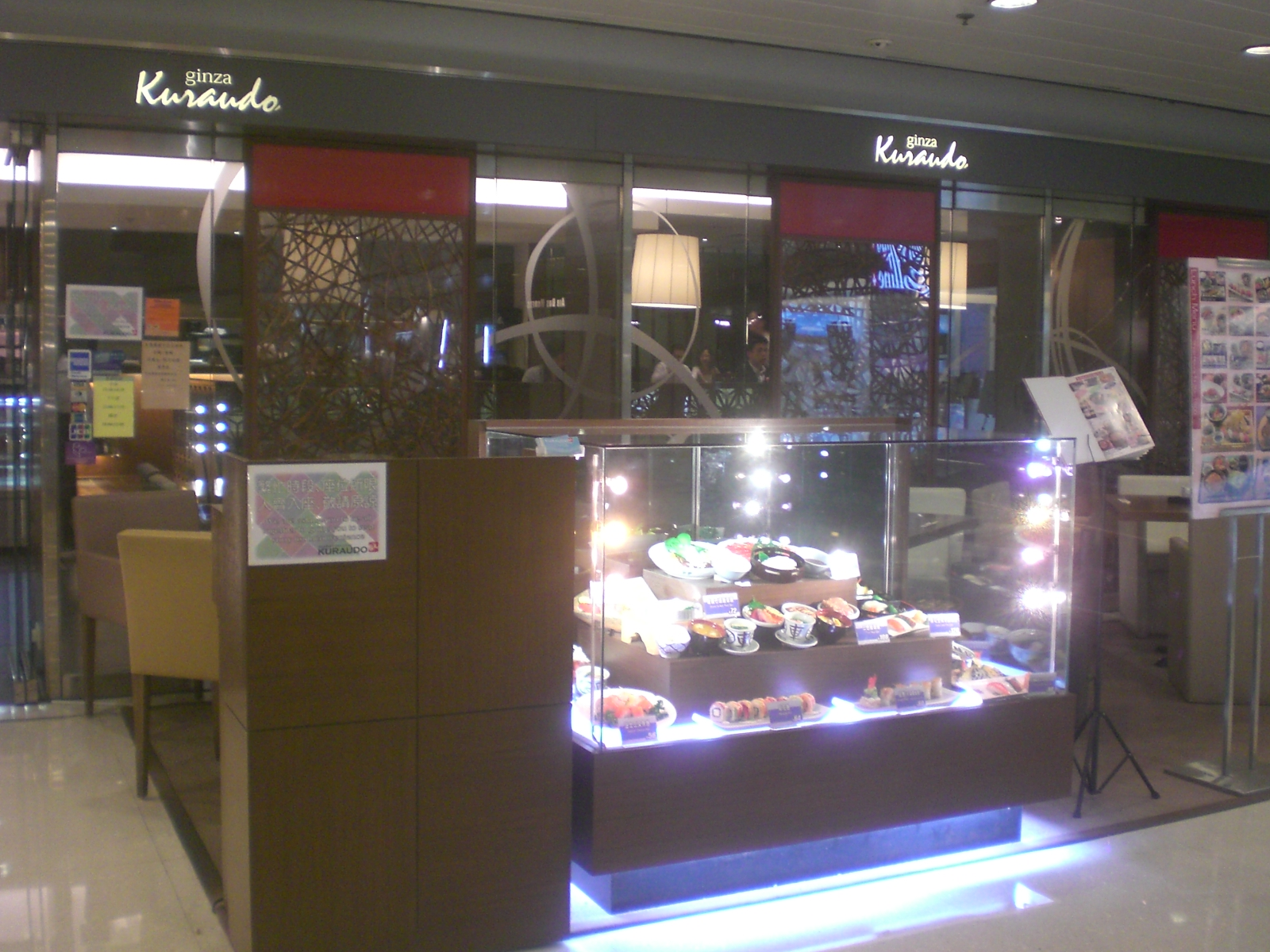
日本料理